# Maccabi Haifa FC
Maccabi Haifa FC (hebreiska: מ.כ. מכבי חיפה) är ett israeliskt fotbollslag, baserat i Haifa i Israel. Klubben grundades 1913 och är en av landets mest framgångsrika fotbollslag och det första som kvalificerade sig till Champions League. I Cupvinnarcupen har Maccabi Haifa FC nått så långt som till kvartsfinal. Det skedde säsongen 1998/1999. Maccabi Haifa FC har vunnit israeliska ligan 12 gånger och har även segrat i 5 nationella cuper.
Klubben är en av Israels mest framgångsrika fotbollsklubbar.
Laget kvalificerade sig in till Champions League 2009/10.

## Placering senaste säsonger
| Säsong  | Nivå | Liga        | Placering | Referens |
| ------- | ---- | ----------- | --------- | -------- |
| 2011/12 | 1    | Ligat ha'Al | 5         | [ 1 ]    |
| 2012/13 | 1    | Ligat ha'Al | 2         | [ 2 ]    |
| 2013/14 | 1    | Ligat ha'Al | 5         | [ 3 ]    |
| 2014/15 | 1    | Ligat ha'Al | 5         | [ 4 ]    |
| 2015/16 | 1    | Ligat ha'Al | 4         | [ 5 ]    |
| 2016/17 | 1    | Ligat ha'Al | 6         | [ 6 ]    |
| 2017/18 | 1    | Ligat ha'Al | 10        | [ 7 ]    |
| 2018/19 | 1    | Ligat ha'Al | 2         | [ 8 ]    |
| 2019/20 | 1    | Ligat ha'Al | 2         | [ 9 ]    |
| 2020/21 | 1    | Ligat ha'Al | 1         | [ 10 ]   |
| 2021/22 | 1    | Ligat ha'Al | 1         | [ 11 ]   |
| 2022/23 | 1    | Ligat ha'Al | 1         | [ 12 ]   |
| 2023/24 | 1    | Ligat ha'Al | 2         | [ 13 ]   |
| 2024/25 | 1    | Ligat ha'Al | 3         | [ 14 ]   |

## Kända spelare
- Ahron Amar
- Zahi Armeli
- Reuven Atar
- Dudu Awat
- Walid Badir
- Marco Balbul
- Tal Banin
- Arik Benado
- Yossi Benayoun
- Eyal Berkovic
- Daniel Brailovsky
- Adoram Keisi
- Nir Klinger
- Ronny Levy
- Avi Ran
- Ronny Rosenthal
- Haim Revivo
- Yisha'ayahu Schvager
- Klemi Saban
- Idan Tal
- Yochanan Vollach
- Michael Zandberg
- Victor Pacha
- Andrei Ostrovski
- Wescley Gonzalves
- Nenad Prelja
- Giovanni Rosso
- Radovan Harometko
- Giorgi Gachokidze
- Vladimer Dvalisjvili
- Raimondas Žutautas
- Sergei Clescenco
- Eric Ejiofor
- Aiyegbeni Yakubu
- Jorge Britez
- Dante López
- Jerzy Brzęczek
- Radoslaw Michalski
- Sergei Belentzuk
- Sergei Kandaurov
- Roman Petz
- Edgardo Edinolfy
- Wilfred Mugay